# 旅行・外出 (2ちゃんねる・5ちゃんねるカテゴリ)
旅行・外出（りょこう、がいしゅつ）は、匿名掲示板2ちゃんねる（2ちゃんねる (2ch.net)、2ちゃんねる (2ch.sc)、5ちゃんねる）のカテゴリの1つ。旅行・アミューズメントパーク・アウトドアなどに関する板をまとめている。

## 歴史
- 1999年5月30日 - 海外旅行板(当時は海外板)、国内旅行板(当時は旅行板)新設
- 1999年7月 - 登山キャンプ板(当時はアウトドア板)新設
- 2000年1月24日 - 遊園地板新設
- 2000年3月16日 - 危ない海外板新設
- 2003年10月15日 - 温泉板新設
- 2003年10月26日 - トロピカル板新設
- 2005年11月8日 - 土産物・特産物板新設
- 2006年1月13日 - ホテル・旅館板新設
- 2006年10月25日 - 動物園・水族館板、博物館・美術館板新設
- 2014年7月10日 - 道の駅板新設

## 掲示板
12個の板からなる。（2014年7月現在）

### 海外旅行板
海外旅行板は日本を出国する必要がある旅行について情報交換する板。国別地域別のスレッド、旅行会社・航空会社のスレッド、バックパッカーのスレッドなどがたっており、海外旅行の案内・相談・体験談の報告などが行われている。
1999年5月30日に海外板として新設され、1999年8月14日から9月14日まで一時停止されていた。

### 危ない海外板
危険な海外旅行に関する話題を扱う板。

### 国内旅行板
日本国内の旅行や観光に関する話題を扱う板。
1999年5月30日に旅行板として新設され、1999年8月14日から9月14日まで一時停止されていた。

### ホテル・旅館板
ホテルや旅館や民宿に関する話題を扱う板。

### 土産物・特産物板
土産や特産物に関する話題を扱う板。

### トロピカル板
離島や沖縄に関する話題を扱う板。

### 温泉板
温泉に関する話題を扱う板。

### 遊園地板
遊園地やテーマパークに関する話題を扱う板。
スレッド数の比率は東京ディズニーリゾート関連（国内外含む）、が群を抜いて多い。内容も混雑状況、出演者関連、アトラクション、ショーから裏方まで多岐に渡っている。
匿名掲示板といわれる2ちゃんねるの中でも住人同士が現地で顔を合わせていることが多く、お互いに正体を明かし2ちゃんねらーであることを明かしているものもかなり多い。オフ会でもなく2ちゃんねらー同士が認識し積極的に交流が行われている珍しい板でもある。
看板は住人により作成、投票されて決定したものが使われているが、ディズニー関連の書き込みがダントツの中、東京ディズニーリゾートにはない観覧車にモナーが乗っている情景をモチーフにしたものが選ばれている。

### 動物園・水族館板
動物園や水族館や植物園に関する話題を扱う板。

### 博物館・美術館板
博物館や美術館や記念館に関する話題を扱う板。

### 登山キャンプ板
登山やキャンプなどのアウトドアに関する話題を扱う板。1999年8月14日から9月14日まで一時停止されていた。

### 道の駅板
道の駅に関する話題を扱う板。